# الاسية (حزم العدين)

تعديل مصدري - تعديل

الاسية محلة تابعة لقرية الطرف، التابعة لعزلة الشعاور بمديرية حزم العدين إحدى مديريات محافظة إب في الجمهورية اليمنية، بلغ تعداد سكانها 42 حسب تعداد اليمن لعام 2004.